# Heidi Tjugum
Heidi Tjugum (født 5. september 1973 i Drammen) er en norsk tidligere håndboldspiller, der blandt andet spillede for Bækkelagets Sportsklub og Viborg Håndboldklub som målvogter. Hun spillede også 175 kampe for Norges håndboldlandshold.

## Klubhold
Heidi Tjugum begyndte at spille håndbold som 10-årig i Drammen-klubben Åssiden Idrettsforening. Senere skiftede hun til Glassverket IF, inden Bækkelagets Sportsklubs træner Frode Kyvåg i 1990 hentede den dengang 17-årig Tjugum til klubben. Hun var med til at blive Norgesmester i 1991 samt norsk seriemester i 1992 og 1995.
I 1997 skiftede hun til den danske klub Viborg HK. Her vandt hun EHF Cuppen i 1998 samt fire danske mesterskaber (1999, 2000, 2001, 2002), ligesom hun var med til at komme i Champions League-finalen i 2001, hvor det dog blev til nederlag til RK Krim. Træner Ulrik Wilbek valgte i sommeren 2003 at stoppe som dametræner i klubben, og Heidi Tjugum valgte samtidig at vende hjem til Norge, hvor hun underskrev en toårig kontrakt med Nordstrand Idrettsforening.
Efter hun blandt andet vandt det norske mesterskab med Nordstrand i 1994, stoppede Heidi Tjugum i 2005 sin aktive karriere for at blive træner for Gjøvik/Vardals damehold. Tjugum var kun træner i én sæson, inden hun tog en sæson som aktiv i tyske HC Leipzig, hvor hun var med til at vinde den tyske pokalfinale. I 2007 vendte hun tilbage til Norge og oprykkerne fra Storhamar Idrettslag, som hun i klubbens første sæson var med til at sikre bronzemedaljer i kampen om det norske mesterskab. Hun spillede sin sidste kamp på topniveau i november 2008, og meddelte klubben nogle måneder senere at hun var gravid.
Heidi Tjugum nedkom 30. juli 2009 med datteren Vilde Marie.

## Landsholdskarriere
Hun spillede 175 kampe for det norske landshold i perioden 1992–2003 samt to kampe i 2008. Her var hun blandt andet med til tre olympiske lege. Ved OL 1992 i Barcelona vandt Norge sølv efter at have tabt 21-28 til Sydkorea i finalen. Ved OL 1996 i Atlanta tabte Norge til Danmark i semifinalen med 19-23 og efterfølgende til Ungarn i kampen om bronzemedaljen med 18-20, hvorfor de blev nummer fire. I 2000 i Sydney var hun med på holdet, der vandt bronze. Holdet vandt her sin indledende pulje og kvartfinalen, men i semifinalen tabte de igen til Ungarn (23-28), mens kampen mod Sydkorea gav sejr 22-21 og medalje.
Hun vandt sin første EM-medalje i 1996 i Danmark, hvor Norge blev nummer to. Samme resultat opnåede holdet året efter til VM i Tyskland. Dernæst var hun med til at vinde guld ved EM i 1998 i Holland, hvilket holdet kopierede ved VM i 1999 på hjemmebane i Norge.